# René Dugrand
Pour les articles homonymes, voir Dugrand.
René Dugrand, membre du Réseau C.N.D., se fit passer pour un collaborateur afin de faire son travail de renseignements à Bordeaux.
Ouvrier dans l'usine SCASO de Bordeaux où la Luftwaffe fabriquait un métal nouveau dans le plus grand secret. Le 11 novembre, refusant de suivre le mouvement et la demande du général de Gaulle, d'arrêter le travail cinq minutes, il profite de sa solitude pour subtiliser une lamelle de ce métal. Traité de traître, de collaborateur, injurié, assommé par des coups de poing, mis en quarantaine, l'agent supporta le déshonneur par devoir patriotique.
Plus tard, ce serait encore lui qui serait parvenu à faire sortir de l'usine les plans du Messerschmitt Bf 109 dont commençait la fabrication. Dénoncé et arrêté, il fut déporté à Mauthausen-Gusen.
Il a inspiré Henri Noguères dans le film « L’échantillon ».

## Sources
- Henri de Grandmaison, Rémy, Le plus grand agent secret de la France Libre, Les Chemins de la Mémoire.